# 大誠窯
大誠窯（だいせいがま）とは、栃木県芳賀郡益子町にある益子焼の窯元：陶器製造業者である。

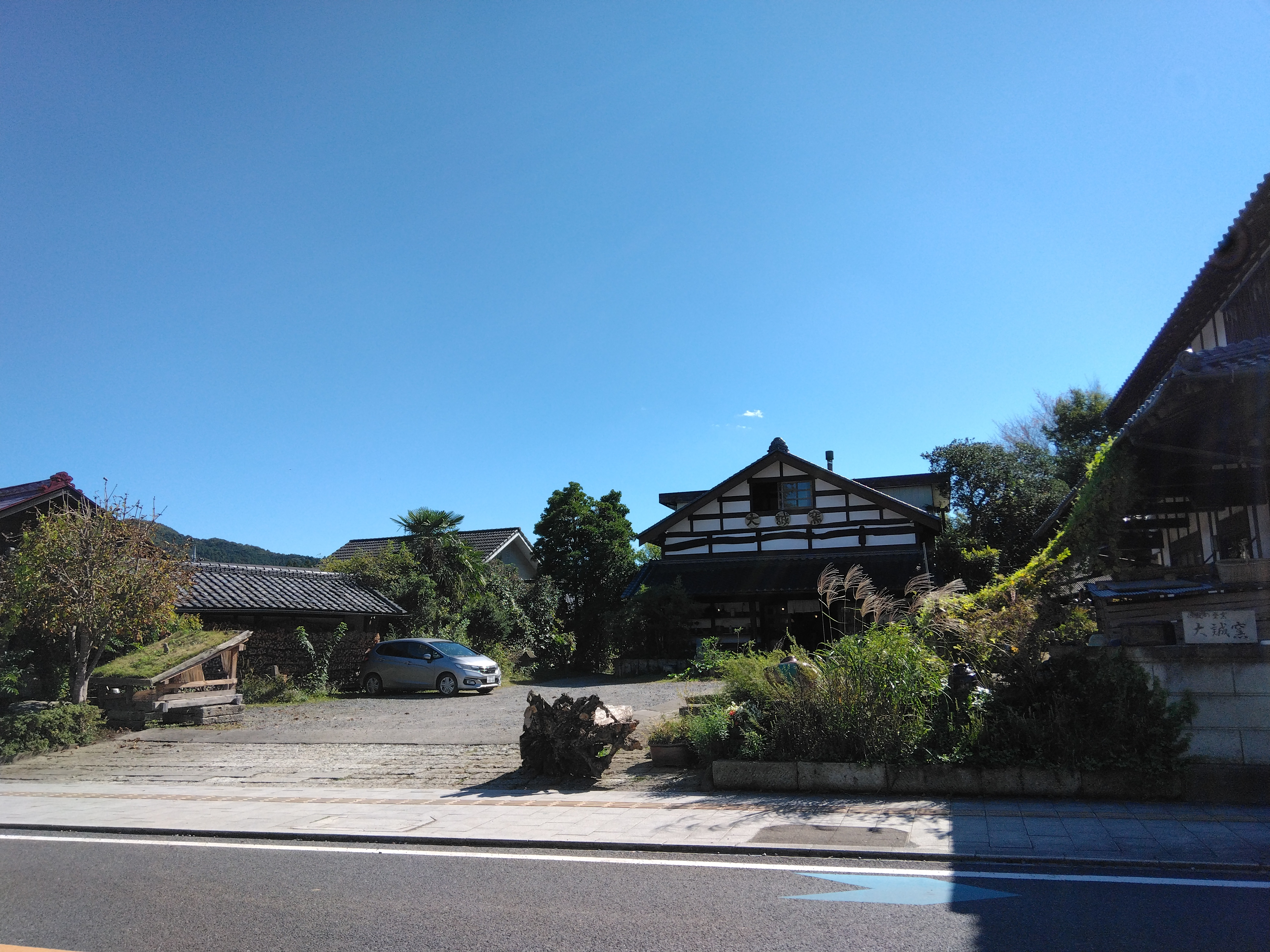
栃木県益子町にある益子焼の窯元「大誠窯」外観。

窯業を興してから百数十年も経った今も、代々受け継がれてきた登り窯を用いて益子焼の器を作陶している。
また併設されている「大誠窯販売店」で、大誠窯の陶器を常時販売している。

## 概説
江戸時代末期の1861年（文久元年）に開窯し、約160年もの長きに渡り作陶してきた、益子町の中でも老舗の窯元であり、現在も現役としては益子最大の登り窯を補修や作り直しをしながら使い、作陶を続けている。
益子の土を使い、柿釉、糠白釉、黒釉、飴釉、糠青磁釉や、地元の農家から貰ってきた藁も使い、益子焼の伝統を大切にしながら、自然と向き合った作陶を心掛けている。
6代目である大塚邦紀の考え方により、息子に「益子の外」で勉強や作陶の修業をさせたため、7代目となる大塚誠一はアメリカの大学を卒業した後に丹波・兵庫県多紀郡篠山町（現在の丹波篠山市）の民藝運動家でありスリップウェア陶芸家である柴田雅章に師事し、そして「一人で益子焼という陶器の産地を作り上げた」といわれる濱田庄司の偉大さと焼き物と益子焼の良さがわかり、好きになったと語っている。